# Federazione cestistica delle Isole Salomone
La Federazione cestistica delle Isole Salomone è l'ente che controlla e organizza la pallacanestro nelle Isole Salomone.
La federazione controlla inoltre la nazionale di pallacanestro delle Isole Salomone e ha sede ad Honiara.
È affiliata alla FIBA dal 1987 e organizza il campionato di pallacanestro delle Isole Salomone.